# Грей, Уильям, 13-й барон Грей из Уилтона
Уильям де Грей (англ. William de Grey; приблизительно 1509 — 14/15 декабря 1562) — английский аристократ, 13-й барон Грей из Уилтона с 1523 года, кавалер ордена Подвязки. Участвовал в войнах с Францией и Шотландией.

## Биография
Уильям де Грей принадлежал к знатному семейству, представители которого владели землями в Уилтшире и с XIII века вызывались в парламент как лорды. Он был четвёртым сыном Эдмунда де Грея, 9-го барона Грея из Уилтона, и его жены Флоренс Гастингс. Уильям унаследовал владения и титул в 1523 году, после смерти старших братьев Джорджа, Томаса и Ричарда. 3 ноября 1529 года его впервые вызвали в парламент как 13-го барона Грея из Уилтона.
Барон принял активное участие в войнах с Францией и Шотландией. Он был в числе командующих французским походом в 1544 году под началом Джона Рассела, барона Рассела, и участвовал в осаде Монтрея. По-видимому, Грей соперничал с Генри Говардом, графом Сурреем, из-за руководящих постов в армии. Барона назначили генерал-капитаном, в 1545 году было решено передать этот пост графу, а Грея сделать лейтенантом Булони, но в последний момент король Генрих VIII отправил в Булонь Суррея. В апреле 1546 года барон стал наместником этого города, принял участие в очередном вторжении и отличился, взяв крепости Шатийон. Король пообещал барону щедро наградить его, но вскоре умер, так что обещание осталось невыполненным.
В 1547 году Грей в качестве генерал-капитана кавалерии был в составе армии, вторгшейся в Шотландию. В битве при Пинки 10 сентября он возглавил атаку авангарда, был ранен копьём в лицо, но быстро оправился и уже 22 сентября принял капитуляцию замка Хьюм. 28 сентября в Бервике английский главнокомандующий Эдуард Сеймур, 1-й герцог Сомерсет, посвятил барона в рыцари. Сэр Уильям стал губернатором Бервика, смотрителем Восточных марок. В апреле 1548 года он руководил походом вглубь Шотландии, в ходе которого был взят Хаддингтон и были опустошены окрестности Эдинбурга.
Во время восстаний в южных графствах в 1549 году Грей во главе полуторатысячного войска замирил Оксфордшир, а потом совместно с Джоном Расселом подавил народные выступления в Девоншире и Корнуолле. В 1551 году он оказался в Тауэре как один из сторонников герцога Сомерсета, но вскоре вышел на свободу, хотя герцога казнили. Сэр Уильям был назначен губернатором замка Гин в Пикардии. После смерти Эдуарда VI (1553) он поддержал возведение на престол Джейн Грей, после захвата власти Марией получил помилование.
В 1557 году, когда Франция объявила Англии войну, Грей находился в Гине. Он сообщал в Лондон, что, если не получит подкреплений, не сможет удержать крепость; к тому же в Гине ощущалась нехватка продовольствия. 6 января 1558 года французы взяли Кале, и над Гином нависла угроза. В Англии была спешно собрана 30-тысячная армия, но её не удалось переправить на континент из-за штормов. Сэр Уильям оказался в осаде с гарнизоном в 1100 человек. Он поджёг город и отступил в цитадель, но 19 января, отражая штурм, был ранен. Солдаты Грея отказались продолжать сопротивление, так что барону пришлось сдаться.
В плену сэр Уильям находился до января 1559 года, будучи на попечении сначала герцога де Гиза, потом маршала Строцци и графа де Ларошфуко. В апреле 1558 года он заочно был избран кавалером ордена Подвязки. Барона выкупили за 20 тысяч крон, причём, чтобы собрать эти деньги, пришлось продать главную семейную резиденцию — замок Уилтон. Вскоре после возвращения Грей был назначен губернатором Бервика, смотрителем Средних марок, Тиндейла и Риддесдейла. Весной 1560 года он возглавил поход на помощь шотландцам против французов. Сэр Уильям хотел занять Эдинбургский замок, но не смог добиться заметных успехов из-за апатичности шотландских союзников и запрета королевы. В июле был заключён мир, вскоре смотрителем Средних марок был назначен сэр Джон Форстер. Другие должности Грей занимал до конца жизни.
В 1561 году сэр Уильям покинул Бервик и отправился на юг. 14 декабря 1562 он умер в Чешунте в Хартфордшире, в доме своего зятя Генри Денни. Барона похоронили в местной приходской церкви.

## Семья
Барон был женат на Мэри Сомерсет, дочери Чарльза Сомерсета, 1-го графа Вустера, и Элизабет Уэст. В этом браке родились:
- Онора, жена Генри Денни[4];
- Артур, 14-й барон Грей из Уилтона[3][5].